# NWA World Tag Team Championship (Mid-Atlantic)
L'NWA World Tag Team Championship (Mid-Atlantic version) è stato un titolo della divisione tag team della federazione Jim Crockett Promotions associata alla National Wrestling Alliance e fu principalmente difeso nei territori gestiti dalla JCP come la Carolina del Nord e Carolina del Sud.
Il titolo fu attivo dal 1975 fino al 1991, quando fu incorporato nel WCW World Tag Team Championship.

## Storia
I territori della National Wrestling Alliance erano tenuti a riconoscere un solo campione mondiale dei pesi massimi, ma la NWA consentiva ad ognuno di essi di stabilire un titolo mondiale di coppia, rendendoli di fatto dei titoli regionali, a discapito del nome.
Una prima comparsa di questa versione del titolo risale al 1960 con apparizioni sporadiche, ma nel territorio si continuò ad usare prevalentemente la versione della Florida. Solo nel 1975 la Jim Crockett Promotions iniziò ad utilizzare in pianta stabile la sua versione del titolo.
Nel 1991 gli allora campioni Butch Reed e Ron Simmons iniziarono ad essere promossi unicamente come detentori del WCW World Tag Team Championship, ragion per cui la NWA dichiarò il titolo vacante, riassegnandolo nell'anno successivo all'interno del territorio della WCW. Quando questa lasciò la Alliance, il titolo fu dichiarato nuovamente vacante e fu di fatto disattivato.

## Albo d'oro
| #                                 | Campione                                  | Regno | Data              | Giorni | Località                        | Evento     | Note | Fonti |
| --------------------------------- | ----------------------------------------- | ----- | ----------------- | ------ | ------------------------------- | ---------- | --- | ----- |
| 1                                 | Jackie Fargo e Sonny Fargo                | 1     | gennaio 1960      | --     | --                              | House Show | I due difesero nel territorio la versione del titolo di Chicago, la loro sconfitta diede vita alla versione Mid-Atlantic del titolo.                                                                  |       |
| 2                                 | Bill Longson e The MIghty Atlas           | 1     | 20 gennaio 1960   | 149    | --                              | House Show | |       |
| 3                                 | George Scott e Sandy SCott                | 1     | 17 giugno 1960    | --     | Kansas City, Kansas             | House Show | |       |
| Storia del titolo non documentata |                                           |       |                   |        |                                 |            | |       |
| 4                                 | Rip Hawk e Swede Hanson                   | 1     | 6 giugno 1965     | --     | --                              | House Show | |       |
| Storia del titolo non documentata |                                           |       |                   |        |                                 |            | |       |
| 5                                 | Gene Anderson e Ole Anderson              | 1     | 29 gennaio 1975   | 106    | --                              | House Show | La JCP iniziò a promuovere regolarmente il titolo, assegnandolo agli Anderson tramite un torneo. |       |
| 6                                 | Paul Jones e Wahoo McDaniel               | 1     | 15 maggio 1975    | 27     | Greensboro, Carolina del Nord   | House Show | |       |
| 7                                 | Gene Anderson e Ole Anderson              | 2     | 11 giugno 1975    | 230    | Raleigh, Carolina del Nord      | House Show | |       |
| 8                                 | Rufus R. Jones e Wahoo McDaniel (2)       | 1     | 27 gennaio 1976   | 7      | Columbia, Carolina del Sud      | House Show | |       |
| 9                                 | Gene Anderson e Ole Anderson              | 3     | 3 febbraio 1976   | 92     | Raleigh, Carolina del Nord      | House Show | |       |
| 10                                | Dino Bravo e Mr. Wrestling                | 1     | 5 maggio 1976     | 54     | Raleigh, Carolina del Nord      | House Show | |       |
| 11                                | Gene Anderson e Ole Anderson              | 4     | 28 giugno 1976    | 181    | Greenville, Carolina del Sud    | House Show | |       |
| 12                                | Greg Valentine e Ric Flair                | 1     | 26 dicembre 1976  | 133    | Greensboro, Carolina del Nord   | House Show | |       |
| 13                                | Gene Anderson e Ole Anderson              | 5     | 8 maggio 1977     | 115    | Charlotte, Carolina del Nord    | House Show | |       |
| 14                                | Tony Atlas e Thunderbolt Patterson        | 1     | 31 agosto 1977    | 11     | Columbus, Georgia               | House Show | |       |
| 15                                | Gene Anderson e Ole Anderson              | 6     | 11 settembre 1977 | 12     | Columbus, Georgia               | House Show | |       |
| 16                                | Dick Slater e Dusty Rhodes                | 1     | 23 settembre 1977 | 21     | Atlanta, Georgia                | House Show | |       |
| 17                                | Gene Anderson e Ole Anderson              | 7     | 14 ottobre 1977   | 16     | Atlanta, Georgia                | House Show | |       |
| 18                                | Greg Valentine e Ric Flair                | 2     | 30 ottobre 1977   | --     | Greensboro, Carolina del Nord   | House Show | |       |
| —                                 | Vacante                                   | —     | aprile 1978       | —      | —                               | —          | Il titolo venne reso vacante per motivi non noti. |       |
| 19                                | Paul Jones (2) e Ricky Steamboat          | 1     | 23 aprile 1978    | 45     | Greensboro, Carolina del Nord   | House Show | In un torneo per riassegnare i titoli vacanti, sconfiggendo in finale Ken Patera e The Masked Superstar.                                                                                              |       |
| 20                                | Baron von Raschke e Greg Valentine (3)    | 1     | 7 giugno 1978     | 88     | Raleigh, Carolina del Nord      | House Show | |       |
| †                                 | Paul Jones e Ricky Steamboat              | —     | 3 settembre 1978  | —      | Greensboro, Carolina del Nord   | House Show | Il cambio di titolo venne riconosciuto solo per breve tempo. |       |
| †                                 | Baron von Raschke e Greg Valentine        | —     | 17 settembre 1978 | —      | —                               | —          | La NWA annullò la decisione restituendo il titolo a von Raschke e Valentine, considerato come una continuazione del regno precedente.                                                                 |       |
| 21                                | Jimmy Snuka e Paul Orndorff               | 1     | 26 dicembre 1978  | 111    | Richmond, Virginia              | House Show | |       |
| 22                                | Baron von Raschke (2) e Paul Jones (3)    | 1     | 16 aprile 1979    | 114    | Greenville, Carolina del Sud    | House Show | |       |
| 23                                | Blackjack Mulligan e Ric Flair (3)        | 1     | 8 agosto 1979     | 14     | Greensboro, Carolina del Nord   | House Show | |       |
| 24                                | Baron von Raschke (3) e Paul Jones (4)    | 2     | 22 agosto 1979    | 63     | Raleigh, Carolina del Nord      | House Show | |       |
| 25                                | Jay Youngblood e Ricky Steamboat (2)      | 1     | 24 ottobre 1979   | 157    | Raleigh, Carolina del Nord      | House Show | |       |
| 26                                | Greg Valentine (4) e Ray Stevens          | 1     | 29 marzo 1980     | 42     | Charlotte, Carolina del Nord    | House Show | |       |
| 27                                | Jay Youngblood (2) e Ricky Steamboat (3)  | 2     | 10 maggio 1980    | 43     | Greensboro, Carolina del Nord   | House Show | |       |
| 28                                | Jimmy Snuka (2) e Ray Stevens (2)         | 1     | 22 giugno 1980    | 158    | Greensboro, Carolina del Nord   | House Show | |       |
| 29                                | The Masked Superstar e Paul Jones (4)     | 1     | 27 novembre 1980  | 87     | Greensboro, Carolina del Nord   | House Show | |       |
| 30                                | Ivan Koloff e Ray Stevens (3)             | 1     | 22 febbraio 1981  | 28     | Greensboro, Carolina del Nord   | House Show | |       |
| 31                                | The Masked Superstar (2) e Paul Jones (5) | 2     | 22 marzo 1981     | 40     | Greensboro, Carolina del Nord   | House Show | |       |
| 32                                | Gene Anderson e Ole Anderson              | 8     | 1 maggio 1981     | --     | Richmond, Virginia              | House Show | |       |
| —                                 | Vacante                                   | —     | dicembre 1981     | —      | —                               | —          | Reso vacante in seguito ad un infortunio subito da Gene Anderson. |       |
| 33                                | Ole Anderson (9) e Stan Hansen            | 1     | 26 giugno 1982    | 57     | --                              | House Show | Titolo assegnato dopo che McDaniel e Muraco, loro avversari nella finale del torneo per riassegnare il titolo, si divisero.                                                                           |       |
| —                                 | Vacante                                   | —     | 22 agosto 1982    | —      | —                               | —          | Il titolo venne reso vacante per motivi non noti. |       |
| 34                                | Don Kernodle e Sgt. Slaughter             | 1     | settembre 1982    | --     | --                              | House Show | Titolo assegnato a tavolino, nonostante venissero annunciati come i vincitori di un torneo per riassegnare il titolo.                                                                                 |       |
| 35                                | Jay Youngblood (3) e Ricky Steamboat (4)  | 3     | 12 marzo 1983     | 98     | Greensboro, Carolina del Nord   | House Show | |       |
| 36                                | Jack Brisco e Jerry Brisco                | 1     | 18 giugno 1983    | 107    | Greenville, Carolina del Sud    | House Show | |       |
| 37                                | Jay Youngblood (4) e Ricky Steamboat (5)  | 4     | 3 ottobre 1983    | 18     | Greenville, Carolina del Sud    | House Show | |       |
| 38                                | Jack Brisco e Jerry Brisco                | 2     | 21 ottobre 1983   | 34     | Richmond, Virginia              | House Show | |       |
| 39                                | Jay Youngblood (5) e Ricky Steamboat (6)  | 5     | 24 novembre 1983  | 31     | Greensboro, Carolina del Nord   | House Show | |       |
| —                                 | Vacante                                   | —     | 25 dicembre 1983  | —      | —                               | —          | Il titolo venne reso vacante in seguito al ritiro di Ricky Steamboat. |       |
| 40                                | Don Kernodle (2) e Bob Orton Jr.          | 1     | 8 gennaio 1984    | 56     | Charlotte, Carolina del Nord    | House Show | In un torneo per riassegnare i titoli vacanti, sconfiggendo in finale Dory Funk Jr. e Jimmy Valiant.                                                                                                  |       |
| 41                                | Mark Youngblood e Wahoo McDaniel (3)      | 1     | 4 marzo 1984      | 31     | Charlotte, Carolina del Nord    | House Show | |       |
| 42                                | Jack Brisco e Jerry Brisco                | 3     | 4 aprile 1984     | 28     | Spartanburg, Carolina del Sud   | House Show | |       |
| 43                                | Don Kernodle (3) e Ivan Koloff (2)        | 1     | 2 maggio 1984     | 171    | Spartanburg, Carolina del Sud   | House Show | |       |
| 44                                | Dusty Rhodes (2) e Manny Fernandez        | 1     | 20 ottobre 1984   | 149    | Greensboro, Carolina del Nord   | House Show | |       |
| 45                                | Ivan Koloff (3) e Nikita Koloff           | 1     | 18 marzo 1985     | 112    | Fayetteville, Carolina del Nord | House Show | Il team era formato anche da Krusher Krushchev, che nonostante non fosse riconosciuto campione difese spesso il titolo.                                                                               |       |
| 46                                | Ricky Morton e Robert Gibson              | 1     | 8 luglio 1985     | 97     | Shelby, Carolina del Nord       | House Show | |       |
| 47                                | Ivan Koloff (4) e Nikita Koloff (2)       | 2     | 13 ottobre 1985   | 107    | Charlotte, Carolina del Nord    | House Show | |       |
| 48                                | Ricky Morton e Robert Gibson              | 2     | 28 gennaio 1986   | 5      | Greensboro, Carolina del Nord   | House Show | |       |
| 49                                | Bobby Eaton e Dennis Condrey              | 1     | 2 febbraio 1986   | 195    | Atlanta, Georgia                | House Show | |       |
| 50                                | Ricky Morton e Robert Gibson              | 3     | 16 agosto 1986    | 106    | Filadelfia, Pennsylvania        | House Show | |       |
| 51                                | Manny Fernandez (2) e Rick Rude           | 1     | 30 novembre 1986  | --     | Atlanta, Georgia                | House Show | |       |
| †                                 | Ivan Koloff e Manny Fernandez             | —     | maggio 1987       | —      | —                               | —          | I due vennero annunciati come campioni dopo l'infortunio di Rick Rude, ma il cambio di titolo non venne riconosciuto.                                                                                 |       |
| 52                                | Ricky Morton e Robert Gibson              | 4     | 26 maggio 1987    | 126    | Spokane, Washington             | House Show | i due vennero annunciati come vincitori di un incontro titolato contro Fernandez e Rude. |       |
| 53                                | Arn Anderson e Tully Blanchard            | 1     | 29 settembre 1987 | 180    | Misenheimer, Carolina del Nord  | House Show | |       |
| 54                                | Barry Windham e Lex Luger                 | 1     | 27 marzo 1988     | 24     | Greensboro, Carolina del Nord   | House Show | |       |
| 55                                | Arn Anderson e Tully Blanchard            | 2     | 20 aprile 1988    | 143    | Jacksonville, Florida           | House Show | |       |
| 56                                | Bobby Eaton (2) e Stan Lane               | 1     | 10 settembre 1988 | 49     | Filadelfia, Pennsylvania        | House Show | |       |
| 57                                | Road Warrior Animal e Road Warrior Hawk   | 1     | 29 ottobre 1988   | 155    | New Orleans, Louisiana          | House Show | |       |
| 58                                | Mike Rotunda e Steve Williams             | 1     | 2 aprile 1989     | 35     | New Orleans, Louisiana          | House Show | |       |
| —                                 | Vacante                                   | —     | 7 maggio 1989     | —      | —                               | —          | Il titolo venne reso vacante quando i due attaccarono Nikita Koloff, arbitro speciale di un incontro titolato.                                                                                        |       |
| 59                                | Jimmy Garvin e Michael Hayes              | 1     | 14 giugno 1989    | 140    | Fort Bragg, Carolina del Nord   | House Show | In un torneo per riassegnare i titoli vacanti, sconfiggendo in finale Bobby Eaton e Stan Lane. |       |
| 60                                | Rick Steiner e Scott Steiner              | 1     | 1 novembre 1989   | 199    | Atlanta, Georgia                | House Show | |       |
| 61                                | Butch Reed e Ron Simmons                  | 1     | 19 maggio 1990    | --     | Washington D.C.                 | House Show | |       |
| —                                 | Vacante                                   | —     | gennaio 1991      | —      | —                               | —          | A partire dal gennaio 1991 i due furono promossi solo come detentori del WCW World Tag Team Championship e la NWA decise di rendere il titolo vacante.                                                |       |
| 62                                | Terry Gordy e Steve Williams (2)          | 1     | 12 luglio 1992    | 71     | Albany, Georgia                 | House Show | In un torneo per riassegnare i titoli vacanti sconfiggendo in finale Barry Windham e Dusty Rhodes. I due erano anche detentori del WCW World Tag Team Championship.                                   |       |
| 63                                | Barry Windham (2) e Dustin Rhodes         | 1     | 21 settembre 1992 | 58     | Atlanta, Georgia                | House Show | I due erano anche detentori del WCW World Tag Team Championship. |       |
| 64                                | Shane Douglas e Ricky Steamboat (7)       | 1     | 18 novembre 1992  | 104    | Macon, Georgia                  | House Show | I due erano anche detentori del WCW World Tag Team Championship. |       |
| 65                                | Brian Pillman e Steve Austin              | 1     | 2 marzo 1993      | 169    | Macon, Georgia                  | House Show | I due erano anche detentori del WCW World Tag Team Championship. |       |
| 66                                | Arn Anderson (2) e Paul Roma              | 1     | 18 agosto 1993    | --     | Daytona Beach, Florida          | House Show | I due erano anche detentori del WCW World Tag Team Championship. |       |
| —                                 | Disattivato                               | —     | settembre 1993    | —      | —                               | —          | Il titolo venne reso vacante quando la WCW abbandonò la NWA e fu di fatto disattivato, mentre Anderson e Roma continuarono ad essere riconosciuti come detentori del WCW World Tag Team Championship. |       |